# Tasso di letalità
Il tasso di letalità è una misura di incidenza (e/o prevalenza) cumulativa utilizzata in epidemiologia analitica e/o clinica, che indica la proporzione, tipicamente percentuale,  di decessi sul totale dei soggetti ammalati per una determinata malattia in un ben definito arco di tempo. Tale valore è estremamente variabile proprio in relazione alla durata del tempo di osservazione, per questo va quantificato in rapporto a un intervallo di tempo. È un indice di rischio, indicando la probabilità di morire se si è affetti da una specifica malattia; indice della sua gravità, ma anche dall'efficacia dei trattamenti oltre che da fattori demografici e socio economici. Si usa prevalentemente per le malattie infettive acute, ma è utilizzabile anche per le patologie croniche. In tutti i casi è sempre necessario considerare una analoga ampiezza della finestra temporale. Il complemento del tasso di letalità rappresenta il tasso o probabilità di sopravvivenza. Il tasso di letalità può essere calcolato su specifici sottogruppi, in genere divisi per sesso o per età.

## Nomenclatura
Il tasso di letalità, indicato semplicemente come letalità o in sigla, dall'inglese: Case Fatality Rate, CFR, viene spesso e facilmente confuso con il tasso di mortalità che rappresenta la proporzione tra il numero di morti per una malattia e tutta popolazione suscettibile in un dato periodo. Il tasso di letalità calcolato per sottogruppi di popolazione è chiamato: tasso di letalità età o sesso-specifico. Quando non è specifico il tasso di letalità può essere definito "grezzo". Il tasso di letalità ricavato da un limitato numero di casi o con dati provvisori o incerti può essere chiamato: tasso di letalità apparente per distinguerlo da un tasso di letalità effettivo. Quando, come spesso accade nelle epidemie, il tasso di letalità non viene calcolato all'interno di una precisa finestra temporale ma dal primo caso diagnosticato fino all'esaurimento dell'epidemia, si parla di tasso di letalità cumulativo. La mancanza di un preciso arco temporale nel calcolo del rapporto tra i casi ed i morti per una malattia, per molti studiosi rende improprio l'utilizzo del termine "tasso" e in inglese si preferisce chiamarlo Case Fatality Ratio.

## Formula
La formula relativa è:
{\displaystyle L={\frac {N}{P}}}
oppure
{\displaystyle L(\%)={\frac {N}{P}}*100}
Dove:
L(%) = tasso di letalità espresso come percentuale
N = numero totale dei decessi per una determinata malattia in una popolazione, in un ben definito periodo di tempo
P = numero di nuovi casi affetti da tale malattia nella stessa popolazione e nello stesso periodo (di N)
Il tasso di letalità in alcuni casi, specie se il tempo che intercorre tra diagnosi e morte è molto lungo, viene calcolato anche per numeratore e denominatore ricavati in periodi diversi, purché si mantenga la proporzione e i soggetti al numeratore siano inclusi nel denominatore.
Ad esempio il denominatore potrebbe essere costituito dai casi di HIV/AIDS diagnosticati durante l'anno civile 1990 e il numeratore, i decessi tra quelli diagnosticati nel 1990, dal 1990 a oggi.

## Variabilità e incertezze del tasso di letalità
Le stime iniziali del tasso di letalità fatte in corso di gravi epidemie possono essere errate anche come ordine di grandezza. Varie fonti di incertezza influenzano criticamente il calcolo del tasso di letalità che è comunque soggetto a cambiare variando il periodo di osservazione e variando, paese per paese, le metodiche di conteggio degli ammalati e dei casi di morte. Una delle maggiori difficoltà nella stima del tasso di letalità è garantire l'accuratezza del numeratore e del denominatore. Le metodiche di raccolta dati possono influenzare notevolmente il calcolo del tasso di letalità. I decessi in caso di comorbilità o per complicanze secondarie possono venir censiti in modo diverso. Nelle epidemie e pandemie poi le risposte del sistema sanitario, l'introduzione di cure efficaci, l'aumentata capacità nel tempo di diagnosticare i casi meno gravi o asintomatici, le misure di contenimento per le fasce a rischio della popolazione, possono ridurre il tasso di letalità, così come nelle epidemie virali il virus può mutare nel corso del tempo alzando o abbassando il tasso di letalità. Nel corso di una epidemia, specie nelle sue fasi iniziali, accade frequentemente di sottostimare il numero di ammalati a una data precisa sia per la presenza di ammalati asintomatici, sia per i tempi necessari ad accertare una diagnosi sospetta.
Esiste poi un errore sistematico nel rilevare il numero di decessi e di ammalati nello stesso momento. Infatti per stimare un corretto tasso di letalità si dovrebbe considerare il tempo che intercorre in un soggetto tra la diagnosi della malattia e il decesso.

## Tasso di letalità di epidemie in corso
Nelle epidemie il tasso di letalità effettivo può essere calcolato solo al termine dell'epidemia. Nelle epidemie gravi il tasso di letalità effettivo può essere correlato all'eccesso di mortalità cioè alla variazione nel periodo del tasso di mortalità per tutte le cause.
Nel corso di un'epidemia di una malattia potenzialmente fatale, è importante che il tasso di letalità sia stimato correttamente all'inizio dell'epidemia per definire le misure di contenimento e una rapida risposta internazionale per il controllo della malattia. In varie epidemie le stime ottenute durante l'epidemia dividendo il numero di decessi per il numero totale di casi segnalati erano molto più basse rispetto a quelle ottenute quando venivano utilizzate tecniche statistiche appropriate e variavano significativamente tra paesi. Inoltre, con il progredire dell'epidemia, queste stime statisticamente ingenue hanno suggerito falsamente un aumento del rapporto di mortalità, alimentando i già alti livelli di allarme pubblico nelle popolazioni colpite.
Quando l'epidemia è in corso, specie nella sua fase iniziale, l'utilizzo della formula {\displaystyle L(\%)={\frac {N}{P}}*100} può essere molto fuorviante. Il tasso di letalità grezzo rilevato dividendo semplicisticamente il numero di morti cumulativo per il numero di casi cumulativo nelle prime settimane di una epidemia varia sensibilmente senza che in realtà cambi la severità della malattia.
L'Organizzazione mondiale della sanità (OMS) ha stimato che il tasso di letalità della SARS a Hong Kong il 30 marzo, 30 aprile, 25 maggio e 30 giugno 2003, era rispettivamente del 2,5 percento, 9,9 percento, 15,8 percento e 17,0 percento. Queste discrepanze non riflettono affatto un cambiamento nella gravità della malattia; piuttosto, sono un artefatto della metodologia dall'OMS anche perché sarebbe normale che all'inizio dell'epidemia venissero riconosciuti e diagnosticati prima i casi più gravi, con una più alta probabilità di morte.
Considerando il tempo che intercorre da quando vengono rilevati i sintomi e diagnosticata la malattia e il decesso, il numero cumulativo di decessi al giorno X si riferisce ai casi diagnosticati un certo numero di giorni prima.
Il primo correttivo utilizzabile considera la mediana del numero di giorni tra la diagnosi della malattia e il decesso (T) applicando la formula:
{\displaystyle L(\%)={\frac {N_{algiornox}}{P_{algiornox-T}}}*100}
Un'altra procedura per correggere la stima del tasso di letalità mentre l'epidemia è in corso può essere effettuata adottando la formula:
{\displaystyle L(\%)={\frac {N_{algiornox}}{N_{algiornox}+G_{algiornox}}}*100}  dove G è il numero di soggetti guariti.
Queste due formule modificate stimano un tasso di letalità nelle prime fasi dell'epidemia superiore di quello rilevato con la formula grezza, ma sono comunque inadatte se il periodo di osservazione non è significativamente più lungo del periodo di incubazione o del tempo medio di morte e, nel caso della seconda formula, del periodo di guarigione.
Le stime del tasso di letalità possono essere ridotte aumentando il denominatore (ad esempio aggiungendo la stima degli ammalati asintomatici, sospetti in attesa di verifica) o riducendo il numeratore (ad esempio dimezzando il numero di decessi avvenuti nel periodo mediano che intercorre tra la diagnosi e la morte, T,  o non conteggiando i decessi con co-morbilità che permettono di escludere un nesso causale tra l'epidemia e il decesso). Altri metodi e formule per calcolare con maggior accuratezza il tasso di letalità durante una epidemia sono state sviluppate partendo dalle probabilità di sopravvivenza calcolate con la curva di Kaplan-Meier o con altri approcci statistici.

## Tasso di letalità calcolato nelle malattie umane
| Malattia                                                                    | Condizione                                               | Tasso di letalità (CFR) | Nota | Fonti         |
| --------------------------------------------------------------------------- | -------------------------------------------------------- | ----------------------- | --- | ------------- |
| Encefalopatie spongiformi trasmissibili ed altre malattie neurodegenerative | Attualmente incurabile                                   | 100%                    | Varie encefalopatie trasmesse da prione come la malattia di Creutzfeldt – Jakob e tutte le sue varianti, insonnia familiare fatale, sindrome di Gerstmann – Sträussler – Scheinker e altre malattie neurodegenerative come la SLA. | [ 27 ]        |
| Tripanosomiasi africana                                                     | Non trattati                                             | ~ 100%                  | | [ 28 ]        |
| Leishmaniosi viscerale                                                      | Non trattati                                             | ~ 10%                   | | [ 29 ]        |
| Fibrodisplasia ossificante progressiva                                      | Attualmente incurabile                                   | ~ 100%                  | La morte deriva quasi sempre da complicanze, l'aspettativa di vita è di circa 40 anni. | [ 30 ]        |
| Malattia di Tay–Sachs (pre-adulto)                                          | Attualmente incurabile                                   | ~ 100%                  | Anche con cure di alta qualità, neonati e infanti con malattia di Tay-Sachs di solito muoiono entro pochi (3-5) anni dalla comparsa dei primi sintomi. Nella forma giovanile della malattia (esordio tra i 2 e 6 anni) la morte è probabile verso i 15 anni, mentre in quelli che sviluppano la malattia nella forma tardiva o adulta la durata della vita può non venir influenzata.                                     | [ 31 ]        |
| Meningoencefalite amebica primaria da Naegleria fowleri                     | Non trattati                                             | ~ 95%                   | L'amfotericina B ha mostrato efficacia nella popolazione a sopravvivenza limitata. Circa 7 sopravvissuti documentati. | [ 32 ]        |
| Rabbia                                                                      | Non trattati                                             | ~ 99%                   | Prevenibile con vaccini fino a ~ 0% CFR e curabile con profilassi post-esposizione ma, una volta manifestati i sintomi, il CFR è vicino al 100%. Circa 16 sopravvissuti documentati dopo l'insorgenza dei sintomi, tutti tranne 3 non hanno ricevuto alcun trattamento rabbia (specifico) in qualsiasi momento prima dell'insorgenza dei sintomi. Di questi 3, solo 1 è sopravvissuto senza l'uso di un coma terapeutico. | [ 33 ]        |
| Encefalite amebica granulomatosa da Balamuthia mandrillaris                 | Opportunistico e non trattato                            | ~ 99%                   | 2 sopravvissuti, entrambi hanno un danno cerebrale permanente. Analogo CFR nella encefalite amebica granulomatosa da Acanthamoeba i soggetti affetti da HIV. | [ 35 ] [ 36 ] |
| Morva, setticemica                                                          | Non trattati                                             | 95%                     | Il tasso scende significativamente a ≈ 50% con il trattamento. | [ 37 ]        |
| Malattia da virus Ebola                                                     | Non trattati e non vaccinati                             | 25-90%                  | Il 23% nel 1967, quando fu scoperta la malattia e il 90% nel 2004-2005, durante il peggior focolaio. La prognosi è migliorata con i primi trattamenti di supporto osservati nell'epidemia dell'Africa occidentale e nell'epidemia di Kivu. | [ 38 ]        |
| Infezione da AIDS / HIV                                                     | Non trattati                                             | 80-90%                  | I dati vengono conteggiati durante i primi 5 anni di infezione nei paesi sviluppati. Il CFR grezzo cumulativo dall'inizio dell'epidemia al 2018 è del ~43%. L'HIV non è letale da solo, ma i pazienti vengono solitamente uccisi da co-morbilità, come tubercolosi, leishmaniosi, influenza o polmonite. | [ 40 ]        |
| Antrace, in particolare la forma polmonare                                  | Non trattati e non vaccinati                             | > 85%                   | I primi trattamenti riducono il CFR al 45%. Gli anticorpi monoclonali potrebbero abbassarlo ulteriormente. | [ 41 ]        |
| Encefalite da Alphaherpesvirus del macaco (Herpes B)                        | Non trattati                                             | ~ 80%                   | Il trattamento precoce incluso l'aciclovir può migliorare la prognosi. | [ 42 ]        |
| Febbre emorragica da Lujo virus                                             |                                                          | ~ 80%                   | | [ 43 ]        |
| Aspergillosi, forma polmonare invasiva                                      | Opportunistico con BPCO, tubercolosi e immunocompromessi | 50-90%                  | | [ 44 ]        |
| Vaiolo, Variola maggiore - nelle donne in gravidanza                        | Non vaccinati                                            | > 65%                   | Il tasso diminuisce al 10% se trattato correttamente. MALATTIA ERADICATA | [ 41 ]        |
| Meningite criptococcica                                                     | Co-infezione da HIV                                      | 40-60%                  | La mortalità a 6 mesi è > = 60% con terapia a base di fluconazolo e 40% con terapia a base di anfotercina in studi di ricerca in paesi a basso e medio reddito. | [ 45 ]        |
| Influenza A virus sottotipo H5N1 - Aviaria                                  |                                                          | ~ 60%                   | | [ 46 ] [ 47 ] |
| Peste bubbonica                                                             | Non trattati e non vaccinati                             | 5-60%                   | | [ 41 ]        |
| Tularemia, polmonare                                                        | Non trattati                                             | ≤ 60%                   | | [ 41 ]        |
| Antrace, gastrointestinale, tipo intestinale                                | Non trattati e non vaccinati                             | > 50%                   | | [ 41 ]        |
| Malattia del virus Marburg - tutti i focolai combinati                      | Non trattati                                             | 23-90%                  | Il 23% nel 1967, quando fu identificato per la prima volta e il 90% nel 2004-2005, quando si verificò il peggior focolaio della malattia. | [ 48 ] [ 49 ] |
| Peste, polmonare                                                            | Non trattati e non vaccinati                             | 50%                     | | [ 41 ]        |
| Tetano, generalizzato                                                       | Non trattati e non vaccinati                             | 50%                     | Il CFR scende al 10-20% con un trattamento efficace. Il tasso di letalità per tetano in Italia, che è passato dal 64% degli anni ’70 al 40% degli anni ’90. | [ 51 ]        |
| Sindrome di Reye                                                            |                                                          | > 40%                   | | [ 52 ]        |
| Baylisascariasi cerebrale                                                   |                                                          | ~ 40%                   | Con il verificarsi di Neural Larva Migrans; trattamento precoce e aggressivo necessario per la sopravvivenza, ma solo 2 recuperi completi da NLM mai documentati. Quando il sospetto di baylisascariasi è elevato, può essere efficace un trattamento immediato con albendazolo. | [ 53 ]        |
| Peste, setticemia                                                           | Non trattati e non vaccinati                             | 30-50%                  | | [ 41 ]        |
| Sindrome respiratoria mediorientale (MERS)                                  |                                                          | 35%                     | | [ 54 ]        |
| Influenza A virus sottotipo H7N9 - Aviaria                                  |                                                          | 30-40%                  | Nel 2013 in Cina è stato sviluppato un vaccino. | [ 56 ]        |
| Tularemia, tifoide                                                          | Non trattati                                             | 3-35%                   | | [ 41 ]        |
| Virus dell'encefalite equina orientale                                      |                                                          | ~ 33%                   | | [ 57 ]        |
| Antrace, gastrointestinale, tipo orofaringeo                                |                                                          | 10-50%                  | | [ 41 ]        |
| Tubercolosi, HIV negativo                                                   | Vaccino                                                  | 43%                     | Sono stati sviluppati alcuni vaccini con test controversi e impropri sulle popolazioni africane. In Italia CFR=10% | [ 58 ] [ 59 ] |
| Vaiolo, Variola maggiore                                                    | Non vaccinati                                            | 30%                     | | [ 41 ]        |
| Varicella (varicella), nei neonati                                          | Non trattati                                             | ~ 30%                   | Dove le madri sviluppano la malattia tra 5 giorni prima o 2 giorni dopo il parto. | [ 40 ]        |
| Cancro (complessivo)                                                        | Trattati                                                 | 30%                     | ~ 97% morirà entro cinque anni se non trattato. | [ 60 ] [ 61 ] |
| Febbre emorragica dengue (DHF)                                              | Non trattati                                             | 26%                     | La febbre emorragica della dengue è anche conosciuta come dengue grave. | [ 62 ] [ 63 ] |
| Sindrome polmonare da hantavirus (HPS)                                      | Non trattati                                             | ~ 21%                   | | [ 64 ]        |
| Leptospirosi                                                                |                                                          | <5–30%                  | | [ 40 ]        |
| Epatite E, forma fulminante in donne gravide                                |                                                          | ≤20%                    | | [ 65 ]        |
| Legionellosi                                                                |                                                          | ~ 15%                   | In Italia il CFR è uguale a 10,1% mentre considerando solo i casi italiani di origine nosocomiale è uguale al 51,1% | [ 40 ] [ 66 ] |
| Anoressia nervosa                                                           | Riepilogo di coorte                                      | 16%                     | | [ 67 ]        |
| Meningite meningococcica                                                    | Non trattati e non vaccinati                             | 10-20%                  | In Italia CFR ≈ 13% | [ 68 ] [ 69 ] |
| Febbre tifoide                                                              | Non trattati e non vaccinati                             | 10-20%                  | | [ 40 ]        |
| Sindrome respiratoria acuta grave (SARS)                                    |                                                          | 11%                     | Galidesivir ha mostrato risultati promettenti nel trattamento di Coronaviridae. | [ 70 ]        |
| Capillariasi intestinale                                                    | Non trattati                                             | ~ 10%                   | | [ 71 ]        |
| Leishmaniosi viscerale                                                      | Non trattati                                             | ~ 10%                   | | [ 29 ]        |
| Botulismo                                                                   | Trattati                                                 | <10%                    | Si ritiene che il CFR nel botulismo alimentare non trattato sia ~ 50% | [ 72 ]        |
| Difterite, respiratoria                                                     | Non trattati e non vaccinati                             | ~ 5-10%                 | Epidemia di difterite in Venezuela, anni 2016-2018; CFR=14,7 | [ 73 ]        |
| Febbre gialla                                                               | Non vaccinati                                            | 7,5%                    | | [ 74 ]        |
| Pertosse (tosse convulsa), neonati nei paesi in via di sviluppo             | Non vaccinati                                            | ~ 3,7%                  | | [ 40 ]        |
| Vaiolo, Variola maggiore                                                    | Vaccinati                                                | 3%                      | | [ 41 ]        |
| Influenza spagnola (1918)                                                   | Trattati                                                 | > 2,5%                  | | [ 75 ] [ 76 ] |
| Meningoencefalite da angiostrongilosi                                       |                                                          | ~ 2,4%                  | Da casi hawaiani. | [ 77 ]        |
| Morbillo (rubeola), nei paesi in via di sviluppo                            | Non vaccinati                                            | ~ 1-3%                  | Può raggiungere il 10-30% in alcune località. | [ 40 ]        |
| Brucellosi                                                                  | Non trattati                                             | ≤ 2%                    | | [ 40 ]        |
| Epatite A, adulti > 50 anni                                                 | Non vaccinati                                            | ~ 1,8%                  | | [ 40 ]        |
| Febbre di Lassa                                                             |                                                          | ~ 1%                    | 15% nei pazienti ospedalizzati; più alto in alcune epidemie. | [ 40 ]        |
| Encefalite da parotite                                                      | Non vaccinati                                            | ~ 1%                    | | [ 40 ]        |
| Pertosse (tosse convulsa) , bambini nei paesi in via di sviluppo            | Non vaccinati                                            | ~ 1%                    | Per bambini da 1 a 4 anni. | [ 40 ]        |
| Epatite B                                                                   |                                                          | ~ 1%                    | | [ 78 ]        |
| Vaiolo, Variola minore                                                      | Non vaccinati                                            | 1%                      | | [ 41 ]        |
| Encefalite equina venezuelana (VEE)                                         |                                                          | <1%                     | | [ 41 ]        |
| Antrace, cutaneo                                                            |                                                          | <1%                     | | [ 41 ]        |
| Malaria                                                                     |                                                          | ~ 0,3%                  | | [ 79 ]        |
| Epatite A                                                                   | Non vaccinati                                            | 0,1-0,3%                | | [ 40 ]        |
| Morbillo in Italia                                                          |                                                          | 0,16%                   | Anni 2017-2018 | [ 80 ]        |
| Influenza asiatica (1956-1958)                                              |                                                          | ~ 0,1%                  | | [ 81 ]        |
| Influenza di Hong Kong (1968-1969)                                          |                                                          | ~ 0,1%                  | | [ 81 ]        |
| Influenza A, pandemie tipiche                                               |                                                          | <0,1%                   | | [ 75 ]        |
| Varicella, adulti                                                           | Non vaccinati                                            | 0,02%                   | Questo è 1: 5.000. | [ 40 ]        |
| Malattia mano-piede-bocca, bambini <5 anni                                  |                                                          | 0,01%                   | Questo è 1: 10.000. | [ 82 ]        |
| Varicella, bambini                                                          | Non vaccinati                                            | 0,001%                  | Questo è 1: 100.000. | [ 40 ]        |